# Hugues Martin
Pour les articles homonymes, voir Martin.
Hugues Martin (), né le 2 janvier 1942 à Mâcon (Saône-et-Loire), est un homme politique français. Il est maire de Bordeaux de 2004 à 2006, député européen de 1999 à 2004, député de 2004 à 2007, et membre du CESE de 2010 à 2015.

## Biographie

### Vie personnelle
Colonel de réserve, il servit au grade de sous-lieutenant au 2e REP.
Assureur-conseil à la retraite, Hugues Martin a géré, en association, l'un des cabinets d’assurance les plus importants d’Aquitaine jusqu’en 2000.
Il a eu trois enfants avec sa femme, Madeleine.

### Entrée en politique
Hugues Martin, militant gaulliste, prend la tête de la section bordelaise de l'UJP, mouvement créé le 13 juin 1965 et lié à l'UNR. Il restera à ce poste jusqu'en 1974. En réaction aux mouvements révolutionnaires en émergence à l'époque ou aux sirènes utopistes du mouvement de mai 68, il préfère orienter les jeunes vers la discipline, le civisme, et le patriotisme. Le jeune militant s'investit dans la campagne électorale d'une législative partielle en 1970 qui oppose le député-Maire Jacques Chaban-Delmas à Jean-Jacques Servan-Schreiber.
« Tout a débuté par un fou rire de Jacques Chaban-Delmas. À l'époque, je m'occupe de l'Union des jeunes pour le progrès (UJP), le mouvement des jeunes gaullistes, et Chaban affronte en septembre 1970 dans une législative partielle Jean-Jacques Servan-Schreiber. Avec l'UJP, nous perturbons les réunions de Jean-Jacques Servan-Schreiber en chantant ou en lâchant des pigeons. Ça a plu à Chaban qui m'a demandé de rejoindre son équipe aux élections de mars 1971. Chaban, pour moi, c'était un monument. En sa présence, je me sentais tout petit mais il a toujours veillé à me mettre à l'aise. »
Considérant que le soutien de l'UJP avait été déterminant dans sa victoire, Jacques Chaban-Delmas demanda à Hugues Martin de faire partie de son équipe municipale un an plus tard.

### Maire de Bordeaux
Hugues Martin est élu maire de Bordeaux le 13 décembre 2004 à la suite de la démission d'Alain Juppé,,,,,, condamné à un an d’inéligibilité dans l’affaire des emplois fictifs de la mairie de Paris. Il obtient les 49 voix du groupe majoritaire au conseil municipal.

« Pendant mon mandat, je n'ai pas voulu faire du Juppé, je n'en étais pas capable. Lui m'a d'ailleurs fichu une paix royale. Il n'est jamais intervenu dans ma gestion. J'ai fait du Martin, ce qui consiste à aider et aimer les autres. Ma première sortie n'a pas été le Fouquet's mais sur le terrain avec la visite d'une halte de nuit d'Emmaüs. J'ai voulu mettre mon mandat sous le signe de la proximité et de l'attention aux plus faibles et aux plus démunis d'entre nous. Un sondage réalisé après ma démission a montré que 80 % des Bordelais étaient satisfaits de mon mandat. C'est un résultat dont je suis extrêmement fier. »

À la fin du mois d'août 2006, Alain Juppé revient du Québec et annonce son intention de se relancer dans la vie politique et de reconquérir le fauteuil de maire de Bordeaux. Le 28 août, la majorité UMP-UDF du conseil municipal de Bordeaux, hormis Hugues Martin et deux adjoints, afin d’expédier les affaires courantes, démissionne. Les conseillers municipaux d’opposition ne démissionnent pas, mais le nombre de démissionnaires est suffisant pour imposer l’organisation d’une nouvelle élection municipale et permettre ainsi à Alain Juppé de revenir aux affaires.

### Mémoire de l'esclavage à Bordeaux
À la demande d'associations, emmenées notamment par le militant Karfa Diallo, c'est Hugues Martin qui lance véritablement à Bordeaux une démarche de reconnaissance officielle des liens entre la ville et l'esclavage. Tout d'abord, le 10 juin 2005 il inaugure le square Toussaint Louverture sur le quai des Queyries, et sur lequel se trouve le buste du général, offert par la République d'Haïti à l'occasion du bicentenaire de sa fondation. Puis le 18 juillet 2005, il constituait le "Comité de réflexion sur la Traite des noirs à Bordeaux" dont il confiait la présidence à Denis Tillinac, journaliste et écrivain. À la suite du rapport rendu par ce comité, Hugues Martin inaugurera le 10 mai 2006 une plaque commémorative sur le quai de Chartrons. Il reconnaitra plus tard l'avoir trouvée scandaleusement petite. Également il confiera au Musée d'Aquitaine le soin de mettre en place des salles permanentes consacrées à la mémoire de l'esclavage, et qui seront inaugurées en 2009.

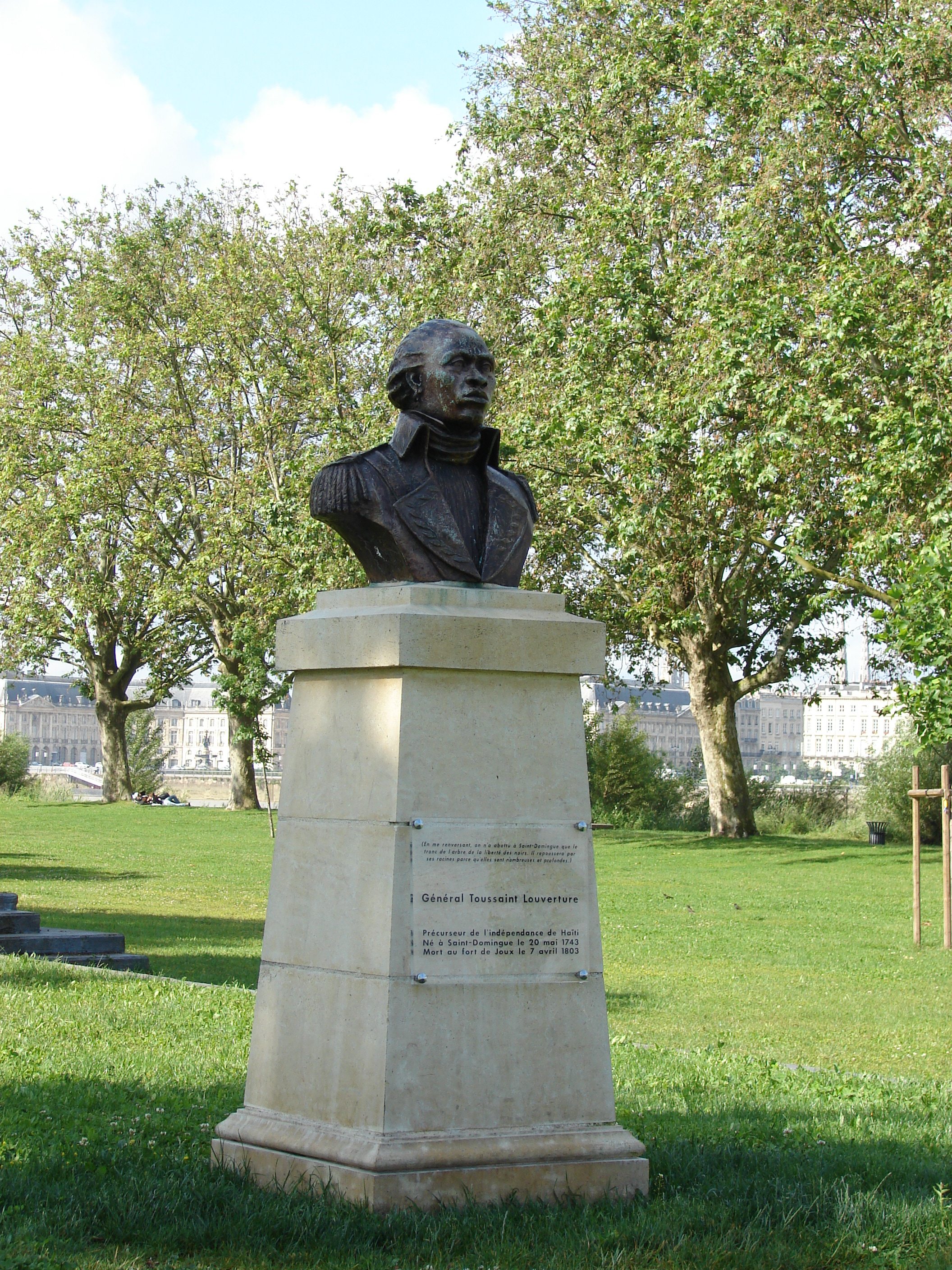
Buste en bronze de Toussaint Louverture.
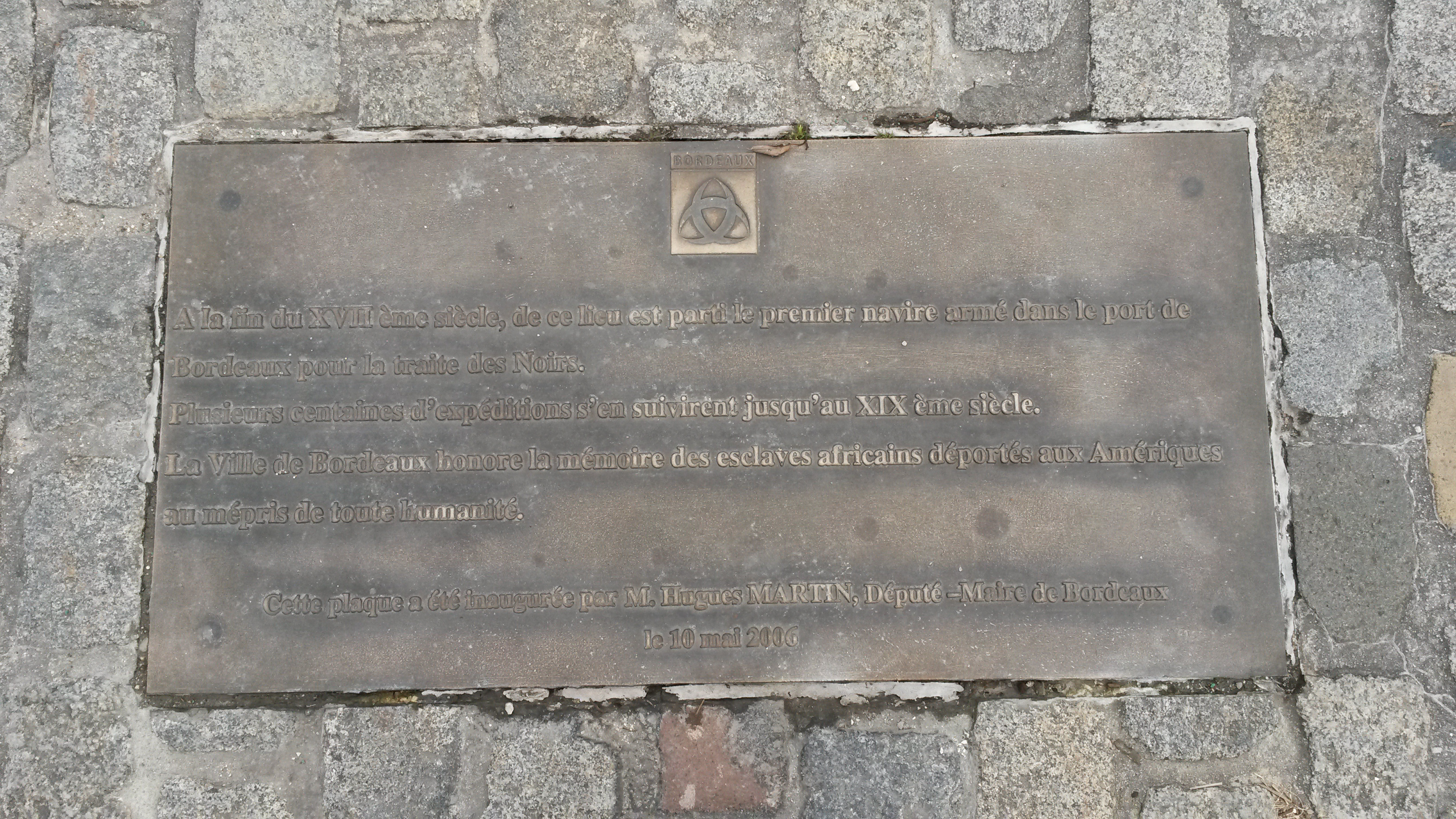
Plaque commémorative de la traite négrière à Bordeaux.
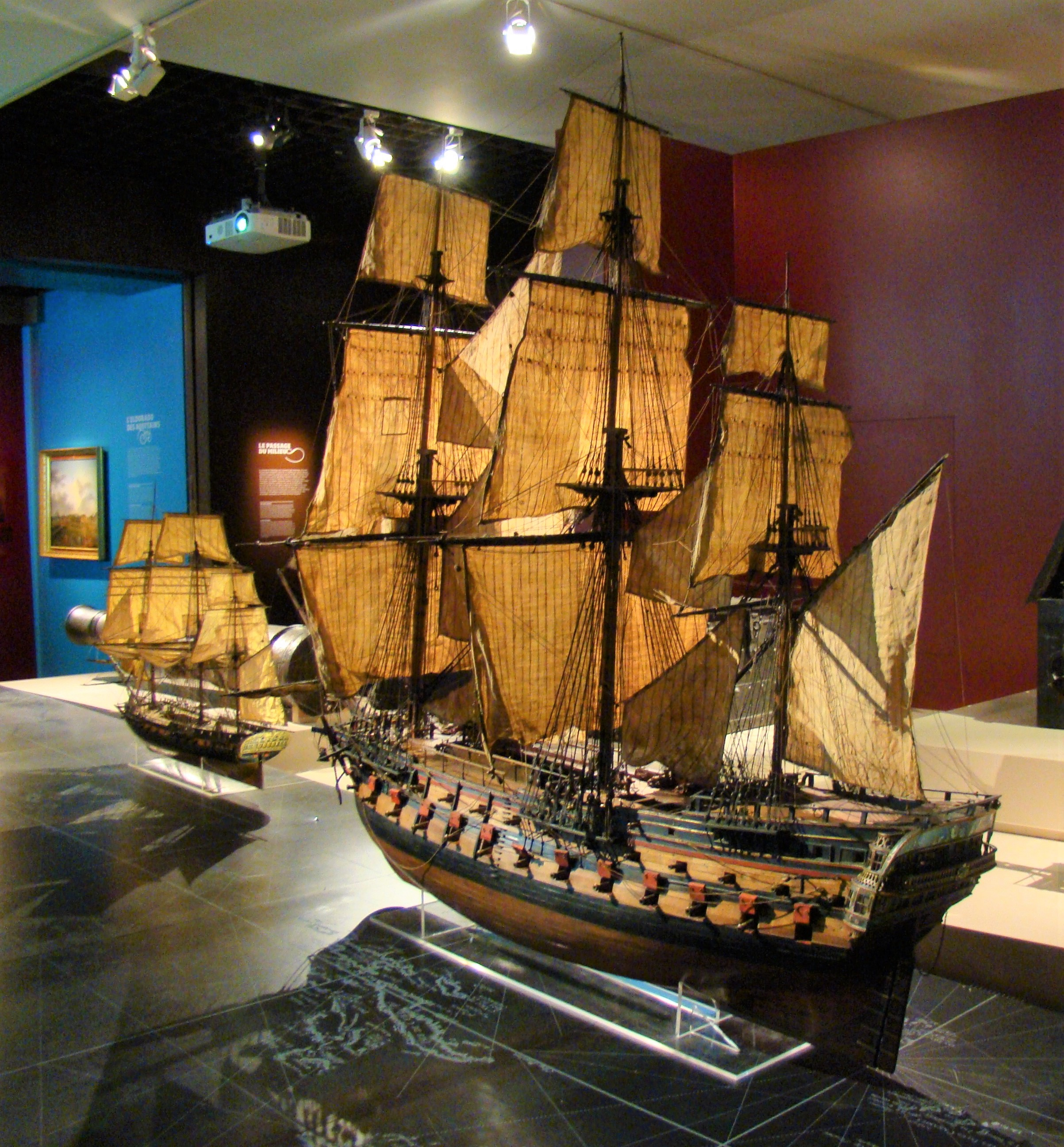
Salles consacrées à l'esclavage au Musée d'Aquitaine.

### Carrière politique

#### 1971 - 1983
Conseiller municipal de Bordeaux.

#### 1971 - 1989
Élu à la communauté urbaine de Bordeaux (CUB).

#### 1985
Questeur du département et président de l'office départemental des HLM.

#### 1989
Vice-président de la CUB : préside la commission de l'environnement.

#### 1995
- Vice-président de la CUB : commission transports et parcs de stationnement.
- Président de l'office de tourisme de Bordeaux.

#### 1979 - 1999
Conseiller général du canton de Bordeaux-3.

#### 1983 - 2001
Adjoint au maire de Bordeaux.

#### 1999 - 2004
Il est élu député européen et est membre titulaire de la commission parlementaire aux Affaires étrangères, droits de l'homme, défense et sécurité commune. Il est aussi vice-président de la commission parlementaire à la Pêche.
Il est aussi membre titulaire de la délégation interparlementaire pour les relations avec les pays du Maghreb et l'Union du Maghreb arabe.
Enfin, il est président de l'intergroupe Vin et viticulture, Chasse, Famille, Francophonie, Chemins de Saint-Jacques de Compostelle, Forêt.

#### 2001 - 2004
1er adjoint au maire de Bordeaux, chargé de la coordination de l'action municipale et des nouvelles formes de la démocratie locale.

#### 2004
À la suite du procès d'Alain Juppé, le rendant inéligible, Hugues Martin lui succède dans ses postes de député et de maire. Il est élu député de la 2e circonscription de la Gironde le 21 novembre et devient membre de la commission Défense de l'Assemblée nationale. Il est aussi élu maire de Bordeaux le 13 décembre, et 1er vice-président de la communauté urbaine de Bordeaux (CUB) le 17 décembre.

#### 2006 - 2014
Hugues Martin devient membre du comité d'honneur du Mouvement initiative et liberté.
En août, la démission des élus du conseil municipal, à l'exception du maire et de ses deux premiers adjoints, entraîne une élection municipale anticipée, et la réélection d'Alain Juppé à la tête de la ville.
Hugues Martin redevient adjoint au maire et ne se représente pas lors des municipales de 2014,.

#### 2010 - 2015
En 2010, Hugues Martin est nommé au CESE et préside la section de l'économie et des finances.

## Prises de position
Il soutient François Fillon à la primaire de la droite et du centre de 2016,.

## Décorations
- Chevalier de la Légion d'honneur[21].
- Officier de l'ordre national du Mérite[21].